# Pedro Cepeda Sánchez
Pedro Cepeda Sánchez (Málaga, 1922 - Madrid, 1984) fue un exiliado español de la Guerra Civil Española, al que enviaron a la Unión Soviética durante tres décadas.

## Primeros años y exilio en la URSS
En febrero de 1937, Pedro Cepeda, con  14 años, llegó a la Unión Soviética junto a su hermano menor, Rafael, a bordo del barco Cabo de Palos, como parte del grupo de los "niños de la guerra" que escaparon del conflicto bélico en España. Al llegar al campamento de pioneros de Artek (Crimea), los jóvenes fueron distribuidos entre diversas casas de toda la Unión Soviética. Cepeda fue enviado a Moscú para formarse como perito de máquinas textiles, mientras que su hermano Rafael fue destinado a Leningrado para forjarse como peón en una fábrica. Los hermanos fueron separados y apenas se vieron hasta años más tarde, cuando ya eran adultos.

## Conflictos con el Partido Comunista Español
Aunque Pedro era hijo de un pintor afiliado a la CNT, se enfrentó a las autoridades del Partido Comunista Español (PCE), siendo considerado por la dirigente Dolores Ibárruri, «Pasionaria», como «Harina de otro costal», un término que reflejaba su crítica al sistema y la falta de lealtad al régimen comunista. Manifestaba su deseo de regresar a España, pero el PCE, siguiendo órdenes de Iósif Stalin, le negó ese derecho igual que a otros que querían salir del país.

## Vida en la URSS y carrera artística
Durante su estancia en la URSS, Cepeda desarrolló su interés por la ópera, aunque fue desalentado por Ibárruri, quien creía que «el Partido no necesitaba tenores». A pesar de ello, Cepeda la retó y no solo abandonó el colectivo de exiliados españoles sino que se dedicó a formarse como tenor en el Teatro Musical Stanislavski y Nemiróvich. Tras la  invasión alemana de la URSS en 1941, Cepeda vivió una vida nómada, buscando refugio con otros emigrados españoles hasta llegar a Samarcanda, en Uzbekistán. Durante este tiempo, se vio envuelto en un incidente por el robo de sábanas, lo que resultó en su exclusión temporal del grupo de exiliados.
En 1942, Cepeda se alistó en la  Armada Soviética, donde luchó contra las fuerzas nazis y alcanzó el rango de Teniente de Navío. Tras el fin de la Segunda Guerra Mundial, trabajó en diversos oficios hasta conseguir su sueño de ser tenor en el Teatro Musical Stanislavski y Nemiróvich.

## Trabajo en la embajada de Argentina y persecución
Debido a una operación en la garganta, a finales de la década de 1940, Cepeda tuvo que buscar trabajo como traductor y secretario en la embajada de Argentina en Moscú, a pesar de la oposición del PCE, que lo declaró como «persona non grata». Durante ese tiempo, estableció relaciones con otros exiliados que compartían su deseo de abandonar la URSS, como José Tuñón. Junto con Pedro Conde y Sigifredo Antonio Bazán, dos diplomáticos argentinos, planearon una escrupulosa fuga alojando a Cepeda y a Tuñón en sendos baúles para sacarlos de la URSS ilegalmente. La huida fue frustrada y acabó en condena a trabajos forzados en los campos del Gulag en Intá y Karagandá.

## Regreso a España y última etapa
Tras la muerte de Stalin, Cepeda pasó más de dos años en prisión antes de ser liberado. Vivió en Karagandá, Kazajistán, y a los 36 años se casó con Svietlana Étkina, una violinista con quien tuvo dos hijos. A pesar de sus esfuerzos, no logró abandonar la URSS hasta que, en 1966, obtuvo la visa y el permiso para poder regresar a España.
En Madrid, Cepeda trabajó como traductor y en el Instituto Nacional de Seguridad y Salud en el Trabajo. Se afilió a la  Unión General de Trabajadores (UGT) y se implicó activamente en la política. Murió el 8 de enero de 1984 debido a complicaciones derivadas de varias operaciones oculares.

## Legado y publicación de sus memorias
El testimonio de Cepeda sobre su vida en la URSS fue recogido en sus memorias, publicadas póstumamente por su hija Ana Cepeda Étkina bajo el título «Harina de otro costal» (Madrid, Queimada Ediciones, 2014). Su hija describe a Cepeda como un hombre de carácter fuerte y tenaz, que nunca aceptó las consignas del régimen soviético ni las imposiciones del PCE ni de ninguna dictadura.